# Rhein-Pfalz-Pokal
Der Rhein-Pfalz-Pokal ist das jährlich stattfindenden Jugendländerpokalturnier der männlichen Jugend, Altersklasse U15 im Hallenhockey. Das Turnier wird an einem Wochenende im Dezember ausgespielt und stellt einen der letzten Schritte der Nachwuchsförderung auf Landesverbandsebene dar. Die Bedeutung des Turniers ist durch die Tatsache, dass es sich um eine der entscheidenden Sichtungen für die U16-Nationalmannschaft handelt wohl eines der wichtigsten Jugendturniere im deutschen Hockey. Fast alle Spieler der aktuellen deutschen Weltmeistermannschaft haben auch an diesem Turnier teilgenommen. Der Rhein-Pfalz-Pokal wurde erstmals 1970 durchgeführt. In den Jahren 1979 und 1981 wurde er jedoch nicht ausgespielt. Der Pokal wurde vom Hockey-Verband Rheinland-Pfalz/Saar im Jahr 1982 gestiftet, seitdem trägt das Turnier den aktuellen Namen. Rekordsieger ist der Westdeutsche Hockey-Verband mit 12 Siegen.
Für weibliche U15-Teams wird der Berlinpokal ausgespielt.